# آيت سعدلي
آيت سعدلي (بالإنجليزية: AIT SAADELLI)‏ هي جماعة قروية تابعة لإقليم خنيفرة ضمن جهة بني ملال خنيفرة بالمغرب. بلغ مجموع عدد سكان آيت سعدلي حسب إحصاءات 2004 حوالي 2621 نسمة يعيشون في 486 أسرة.

## دواوير الجماعة
```
مركز عين عيشة 
مركز تمكايدوت 
مركز ازرزو
```